# Lompoul-sur-Mer
Lompoul-sur-Mer (ou Loumpoul ou Lompul) est une localité de l'ouest du Sénégal, située sur la Grande-Côte, entre Mboro et Gandiol.
Confié à l'architecte franco-tunisien Olivier-Clément Cacoub, associé au français Thierry Melot, un projet de construction d'une ville nouvelle à Lompoul est en cours.

## Histoire
Un poste colonial fut construit à Lompoul en 1861.

## Administration
Lompoul fait partie du département de Kébémer dans la région de Louga.

## Géographie

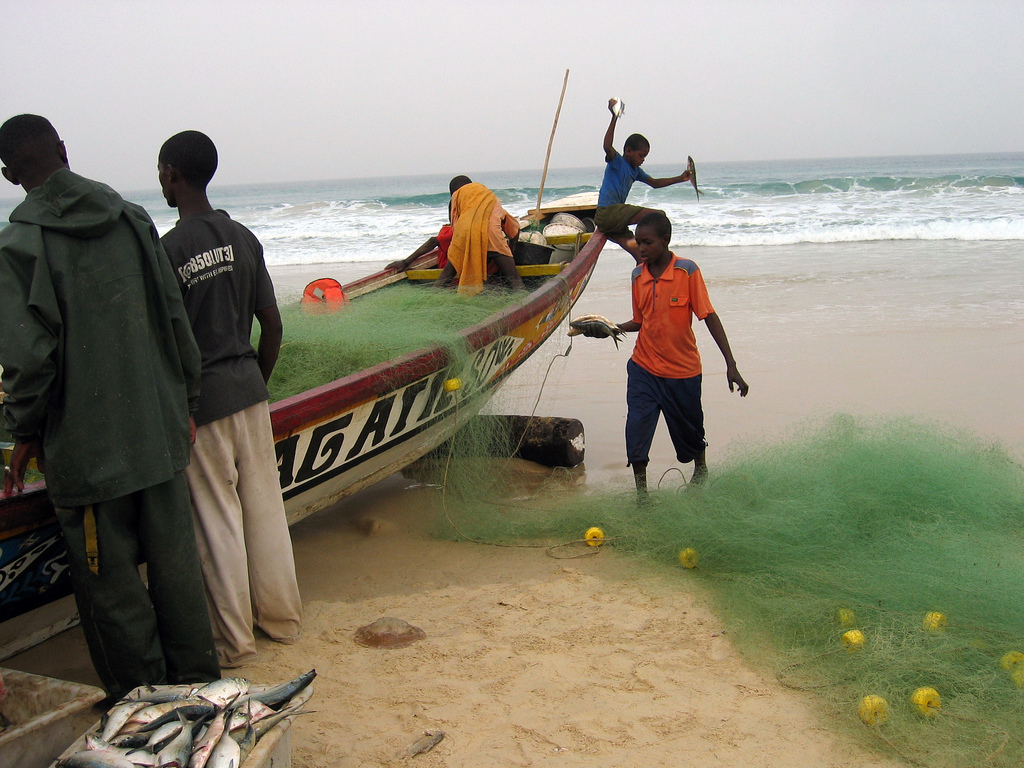
Bateau de pêche à Lompoul.

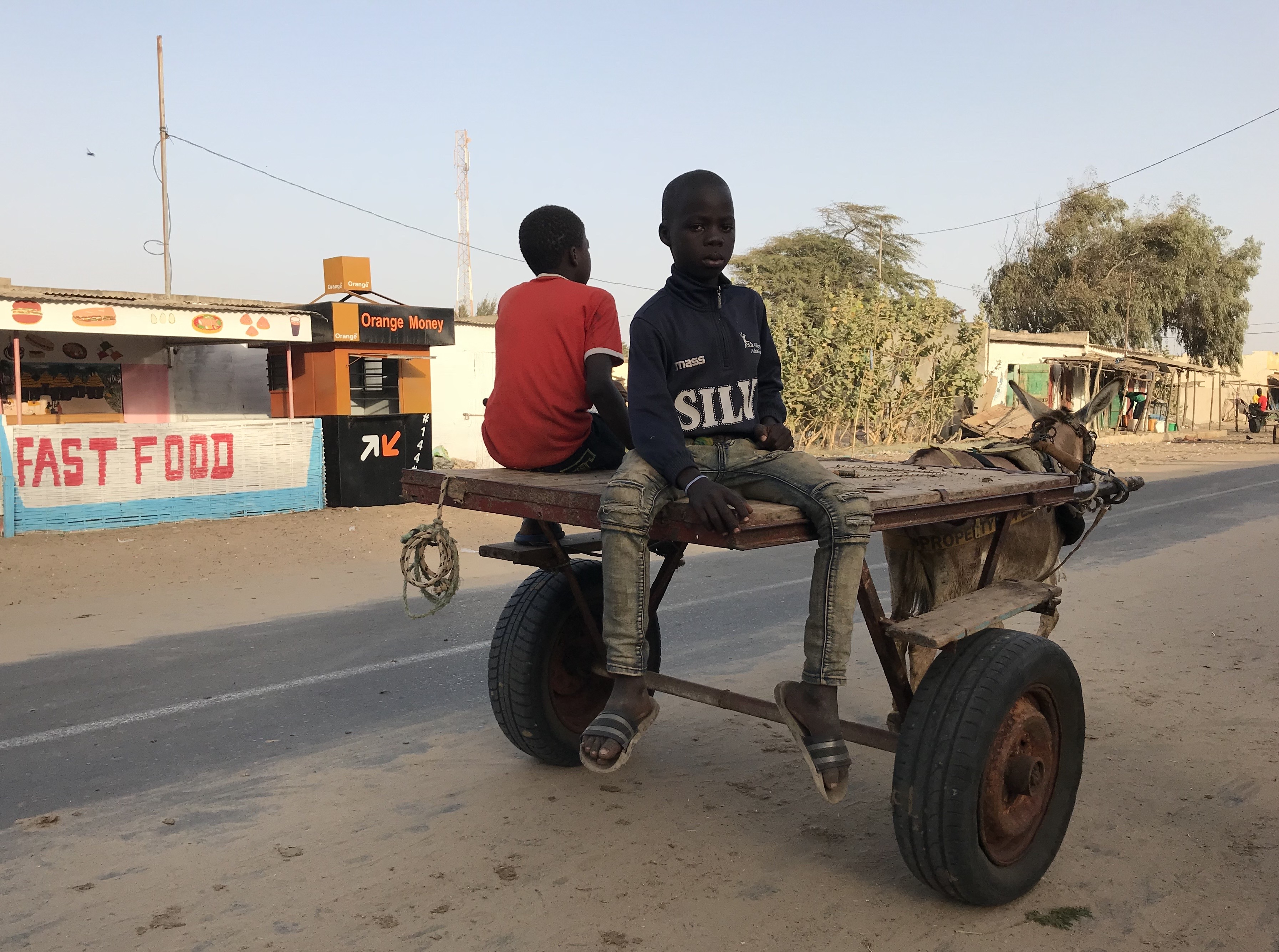
Enfants se rendant au marché avec une charrette pour ramener des sacs de légumes.

Les localités les plus proches sont Tioukougne Peul, Petion, Kharane, Ndiavrigne Ilo, Mbess,
Ndiavrigne Samoad et Niou Sogui.

### Physique géologique
Non loin de la localité commence le désert de Lompoul.

### Activités économiques

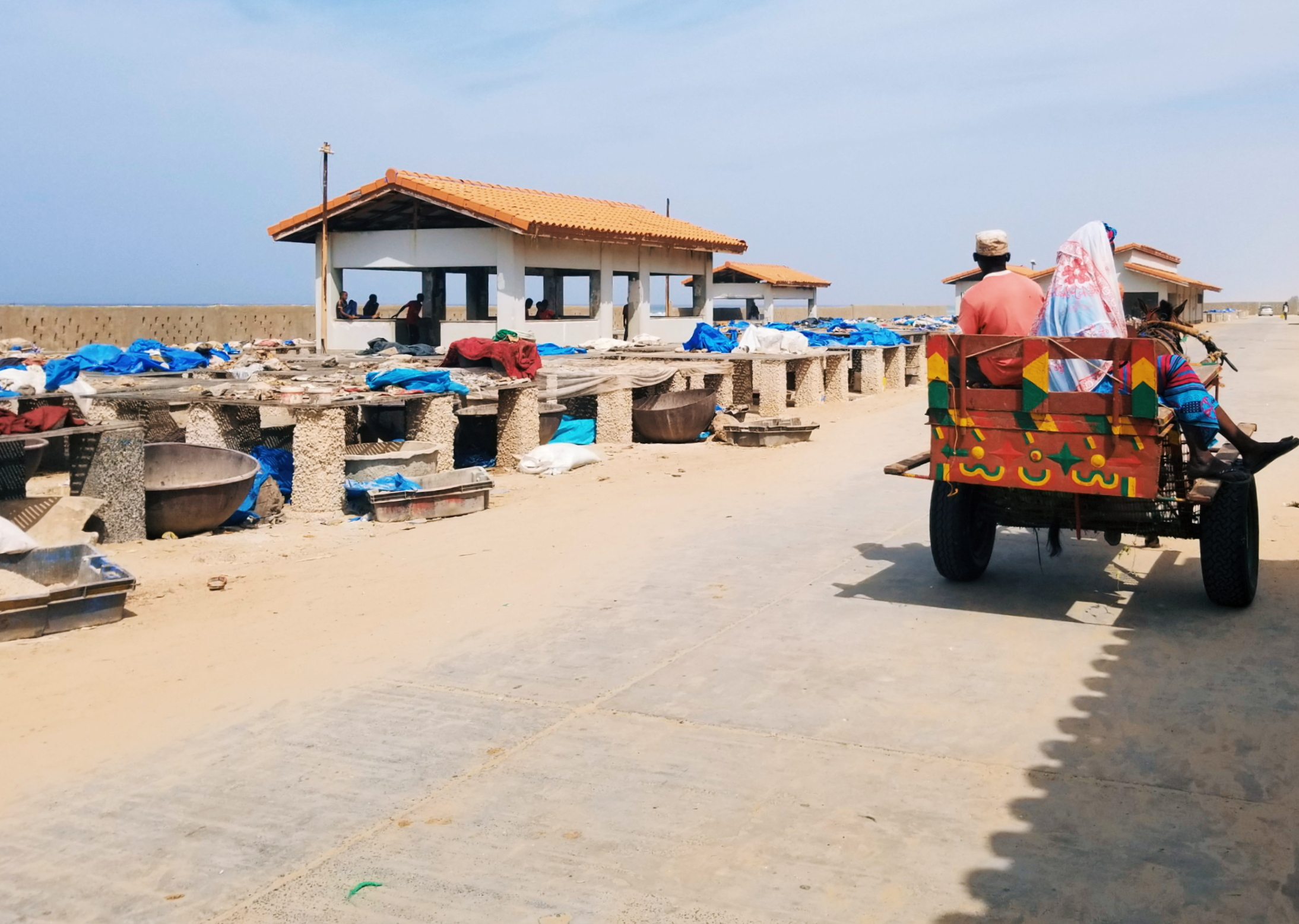
Marché au poisson.

Lompoul vit principalement de la pêche et des cultures maraîchères des Niayes. Grâce à la proximité du désert, le tourisme s'y développe.

## Usage dans la littérature
David Diop cite le lieu dans son roman Frère d'âme, dans la phrase : « Fary avait la voie douce comme les clapotis du fleuve sillonné par les pirogues les matins de pêche silencieuse. Le sourire de Fary était une aurore, ses fesses aussi rebondies que les dunes du désert de Lompoul ».